# Certains l'aiment froid
Pour plus de détails, voir Fiche technique et Distribution.
Certains l'aiment froid (Μερικοί το προτιμούν κρύο (Meriki to protimoun krio)) est un film grec réalisé par Yánnis Dalianídis et sorti en 1962.
Il s'agit de la première d'une longue série de comédies musicales écrites et réalisées par Dalianídis. Le film fit 212 247 entrées en première exclusivité.

## Synopsis
Les parents de Lakis Angelou ont décidé, alors qu'il est fiancé, qu'il ne se mariera pas avant que ses trois sœurs se soient elles aussi mariées. Si les deux plus jeunes Eva et Mary tombent très vite amoureuses et s'apprêtent à se marier, l'aînée, Rena, est plus difficile et rejette tous les prétendants car elle est amoureuse en secret de Thodoros. Lakis de son côté est sous la pression de plus en plus forte des quatre frères de sa fiancée pour qu'il l'épouse enfin. La situation s'éternise pendant dix ans, mais tout finit bien.

## Fiche technique
- Titre : Certains l'aiment froid
- Titre original : grec moderne : Μερικοί το προτιμούν κρύο (Meriki to protimoun krio)
- Réalisation : Yánnis Dalianídis
- Scénario : Yánnis Dalianídis
- Société de production : Finos Film
- Directeur de la photographie : Nikos Dimopoulos
- Montage : Petros Lykas
- Direction artistique : Markos Zervas
- Costumes :
- Musique : Mimis Plessas
- Pays d'origine : Grèce
- Genre : Comédie et film musical
- Format : 35 mm couleur
- Durée : 89 minutes
- Date de sortie : 1962

## Distribution
- Réna Vlachopoúlou : Rena Angelou
- Giannis Vogiatzis (en) : Thodoros
- Vangelis Voulgaridis (el) : Giorgos
- Kóstas Voutsás : Kleopas
- Joly Garbi (en) : Mère Angelou
- Kostas Doukas (el) : Père Angelou
- Dinos Iliopoulos (el) : Lakis Angelou
- Martha Karagianni (el) : Lela
- Zoe Laskari : Eva Angelou
- Chloe Liaskou : Mary Angelou